# Fig (entreprise)
Pour les articles homonymes, voir Fig.
Fig est une plate-forme de financement participatif fondée par des personnalités de l'industrie des jeux vidéo parmi lesquelles : Aaron Isaksen, Brian Fargo, Feargus Urquhart, Tim Schafer, Alex Rigopulos et Cliff Bleszinski. Elle propose un modèle mixte, alliant financement participatif traditionnel et possibilité d'investir dans les projets. Elle est lancée le 18 août 2015.

## Historique
En 2017, la plate-forme a terminé son année en levant plus de 5,6 millions de dollars américains, en finançant 11 titres vidéo-ludiques.

## Jeux financés
- Outer Wilds
- Psychonauts 2
- Jay and Silent Bob: Chronic Blunt Punch
- Consortium: The Tower
- Make Sail
- Wasteland 3
- Trackless

### 2017
- Pillars of Eternity II: Deadfire
- Kingdoms and Castles
- Little Bug
- Solo
- Solstice Chronicles : MIA
- Phoenix Point
- Flash Point : Fire Rescue
- KnightOut
- Bounty Battle
- Virgo vs The Zodiac
- Crazy Justice